# جورج أرليس
جورج أرليس (بالإنجليزية: George Arliss)‏ هو ممثل إنجليزي (من مواليد 10 أبريل 1868 في لندن, إنجلترا, المملكة المتحدة). كما أنه من الفائزين بجوائز الأوسكار.

## روابط خارجية
- جورج أرليس على موقع IMDb (الإنجليزية)
- جورج أرليس على موقع الموسوعة البريطانية (الإنجليزية)
- جورج أرليس على موقع روتن توميتوز (الإنجليزية)
- جورج أرليس على موقع ألو سيني (الفرنسية)
- جورج أرليس على موقع ميوزك برينز (الإنجليزية)
- جورج أرليس على موقع تيرنر كلاسيك موفيز (الإنجليزية)
- جورج أرليس على موقع أول موفي (الإنجليزية)
- جورج أرليس على موقع قاعدة بيانات برودواي على الإنترنت (الإنجليزية)
- جورج أرليس على موقع قاعدة بيانات برودواي على الإنترنت (الإنجليزية)
- جورج أرليس على موقع إن إن دي بي (الإنجليزية)